# Naka gusuku
Naka gusuku (japonsky: 中城) je gusuku (hrad nebo pevnost) ležící ve vesnici Nakagusuku na ostrově Okinawa, Japonsko. Do současnosti se dochovaly pouze ruiny. Legendární rjúkjúský velitel Gosamaru nechal postavit pevnost Naka na počátku 15. století jako obranu proti útokům Kacurenského pána Amawariho. S šesti pevnostními nádvořími a s hradbami z vrstev kamenů je to skvělý příklad gusuku.
Naka gusuku bylo v roce 2000, společně s dalšími památkami v prefektuře Okinawa, zapsáno na Seznam světového dědictví UNESCO pod názvem Gusuku a související památky na Království Rjúkjú.